# Eriovixia
Eriovixia Archer, 1951 è un genere di ragni appartenente alla famiglia Araneidae.

## Etimologia
Il nome deriva dal greco ἔριον, èrion, cioè lana e dal latino vix, cioè appena, a malapena, probabilmente per la rada lanugine composta di peli che lo avvolge.

## Distribuzione
Le 20 specie oggi note di questo genere sono state rinvenute in Asia orientale (prevalentemente in Cina), Asia meridionale, Filippine, Nuova Guinea e Africa orientale, occidentale e centrale.

## Tassonomia
Per la determinazione delle caratteristiche di questo genere è presa in considerazione l'analisi degli esemplari denominati Araneus rhinurus Pocock, 1899.
Il genere è stato rimosso dalla sinonimia con Neoscona Simon, 1864, a seguito di un lavoro di Grasshoff del 1986, contra un analogo lavoro degli aracnologi Berman & Levi del 1971.
Viene altresì considerato sinonimo anteriore di Simonarachne Archer, 1951, secondo l'analisi degli esemplari denominati Araneus laglaizei (Simon, 1877) a seguito di un lavoro di Yaginuma e Archer del 1959; è anche sinonimo anteriore di Tukaraneus Barrion & Litsinger, 1995, secondo l'analisi effettuata sugli esemplari denominati Tukaraneus mahabaeus Barrion & Litsinger, 1995, dagli aracnologi Han & Zhu (2010b).
Infine, in una nota di Grasshoff del 1986 non viene accettata la sinonimia di Eriovixia con Heurodes Keyserling, 1886, proposta da Yaginuma e Archer nel 1959.
A marzo 2016, si compone di 21 specie:
- Eriovixia cavaleriei (Schenkel, 1963) - Cina
- Eriovixia enshiensis (Yin & Zhao, 1994) - Cina
- Eriovixia excelsa (Simon, 1889) - India, Pakistan, Cina, Taiwan, Filippine, Indonesia
- Eriovixia gryffindori (Ahmed et al., 2016) - India
- Eriovixia hainanensis (Yin et al., 1990) - Cina
- Eriovixia huwena Han & Zhu, 2010 - Cina
- Eriovixia jianfengensis Han & Zhu, 2010 - Cina
- Eriovixia laglaizei (Simon, 1877) - India, dalla Cina alle Filippine, Nuova Guinea
- Eriovixia mahabaeus (Barrion & Litsinger, 1995)[2] - Filippine
- Eriovixia menglunensis (Yin et al., 1990) - Cina
- Eriovixia napiformis (Thorell, 1899) - dal Camerun all'Africa orientale, Yemen
- Eriovixia nigrimaculata Han & Zhu, 2010 - Cina
- Eriovixia palawanensis (Barrion & Litsinger, 1995)[2] - India, Filippine
- Eriovixia patulisus (Barrion & Litsinger, 1995)[2] - Filippine
- Eriovixia poonaensis (Tikader & Bal, 1981) - India, Cina
- Eriovixia pseudocentrodes (Bösenberg & Strand, 1906) - Cina, Laos, Giappone
- Eriovixia rhinura (Pocock, 1899)[3] - Africa centrale e occidentale
- Eriovixia sakiedaorum (Tanikawa, 1999) - Hainan, Taiwan, Giappone
- Eriovixia sticta Mi, Peng & Yin, 2010 - Cina
- Eriovixia turbinata (Thorell, 1899) - Camerun, Congo
- Eriovixia yunnanensis (Yin et al., 1990) - Cina

### Sinonimi
- Eriovixia porcula (Simon, 1877); trasferita al genere Heurodes Keyserling, 1886